# Барбара Кассен
Барбара Кассен (фр. Barbara Cassin, 24 жовтня 1947, Булонь-Біянкур) — французька вчена, філософ, філолог, перекладачка. Головний редактор Європейського словника філософій.

## Біографія
Вчилася у Мішеля Дегі, Жана Бофра і Жана Боллака. Відвідувала семінари Гайдеггера у Торі, організовані Рене Шаром. Дослідниця мови філософії, насамперед давньогрецької (досократики, софісти, Арістотель).
Перекладачка Парменіда, Арістотеля, Ганни Арендт, Петера Сонди. Співробітниця Національного центру наукових досліджень (CNRS) й Університету Сорбонна Париж IV.

## Європейський словник філософій
Найфундаментальніша робота Кассен — створена за її задумом і за її редакцією колективна праця «Європейський словник філософій» (2004, український переклад 2009, Київ: вид. «Дух і Літера»).

## Публікації
- Le Plaisir de parler: études de sophistique comparée/Sous la dir. de Barbara Cassin. Paris: Minuit, 1986
- Positions de la sophistique/Sous la dir. de Barbara Cassin. Paris: Vrin, 1986
- Nos Grecs et leurs modernes: les stratégies contemporaines d'appropriation de l'Antiquité/Sous la dir. de Barbara Cassin. Paris: Seuil, 1992
- L'effet sophistique. Paris: Gallimard, 1995
- Aristote et le logos: contes de la phénoménologie ordinaire. Paris: P.U.F., 1997
- Voir Hélène en toute femme: d'Homère à Lacan. Paris: Sanofi-Synthélabo, 2000
- Vocabulaire européen des philosophies. Paris: Seuil/Le Robert, 2004
- Google-moi: la deuxième mission de l'Amérique. Paris: Albin Michel, 2006
- Avec le plus petit et le plus inapparent des corps. Paris: Fayard, 2007
- Heidegger. Le nazisme, les femmes, la philosophie, Paris: Fayard, 2010 (в співавторстві з Аленом Бадью)
- Analytique/herméneutique [1997]//
- Politiques de la mémoire [2001]// [Архівовано 26 вересня 2007 у Wayback Machine.]